# Jurai Schopper
Jurai Schopper (Hongaars: György Schopper) (Pest, 9 maart 1819 – Rožňava, 10 april 1895) was een Hongaarse Rooms-katholieke priester en professor. Hij was bisschop van Rožňava van 1872 tot 1895.

## Biografie

### Studie
Jurai Schopper werd in Pest uit rijke ouders geboren.
Hij volgde onderwijs in de middelbare school van zijn geboorteplaats en in Tata.
Gedurende twee jaar verbleef hij in het Emericanum  in Bratislava.
In 1837 startte hij, op 18-jarige leeftijd, in Wenen de studie "theologie" in het Pázmáneum .

### Priester
Na het succesvol afleggen van examens werd hij gepromoveerd aan de universiteit van:
- Pest als doctor in de filosofie,
- Wenen als doctor in de theologie.

Nadat hij op 29 maart 1842 priester was gewijd, begon hij een korte loopbaan als kapelaan in Bratislava. In 1846 stelde het bestuur van het Pázmáneum in Wenen hem aan als  studiebegeleider. Twee jaar later, in 1848, werd hij benoemd als leraar "theologie" in Esztergom.
Jurai Schopper bleef actief in de wereld van het onderwijs: aan de Universiteit van Boedapest begon hij op 22 februari 1855 vooreerst als godsdienstleraar.
Naderhand, op 4 maart 1860, gelaste men hem er met de functie van decaan aan de faculteit "theologie" en op 29 oktober 1861 werd hij er vice-rector.
Gedurende het studiejaar 1864-1865 ten slotte, beoefende Jurai Schopper er het ambt van rector.
Op 9 juni 1865, toen koning Frans Jozef I de universiteit bezocht, realiseerde Jurai Schopper bij middel van vermogensinbreng, een stichting  waarvan de jaarlijkse rente werd gebruikt om de meest ijverige universiteitsstudent te belonen.
In het begin van het jaar 1866 benoemde men hem als titulair kanunnik van Esztergom, en enkele weken later werd hij er daadwerkelijk kanunnik.
In de episode van 1856 tot 1868 ondernam Jurai Schopper verscheidene studiereizen naar grote steden in het Habsburgse Rijk en elders in Europa: Oostenrijk, Duitsland, Zwitserland, Italië, Frankrijk en Engeland.
Op 29 september 1870 werd hij belast met het bestuur van het Pázmáneum .

### Bisschop
Nadat hij zowat 30 jaar hoofdzakelijk actief was in het onderwijs, werd hij in het begin van 1872 door de koning geselecteerd voor het ambt van bisschop in Rožňava. De wijding vond plaats op 25 juli van hetzelfde jaar.
In 1887, ter gelegenheid van de vijftigste verjaardag van zijn status als doctor in de filosofie, kende de universiteitsraad van Boedapest hem een eredoctoraat toe en in 1888 benoemde paus Leo XIII hem tot "Romeinse Graaf".
Met betrekking tot het kerkgebeuren was Jurai Schopper de meest compromisloze tegenstander van een liberale politiek. Hij was synodale en diocesane auditor en bleef ook als bisschop lid van de faculteit "theologie" in Wenen.
In Rožňava stichtte bisschop Jurai Schopper een ziekenhuis, een weeshuis, een nonnenklooster en een bibliotheek. Jaarlijks schonk hij duizenden Hongaarse forint ten bate van noodlijdenden of voor instellingen van openbaar nut.
Onder het pseudoniem Veteran és Scipio publiceerde hij eveneens een aantal teksten.

### Overlijden
Jurai Schopper overleed in Rožňava op 10 april 1895. Hij was priester gedurende 53 jaar en 1 maand, en bisschop gedurende 27 jaar en 8 maanden.